# کانتینر استور
کانتینر استور (انگلیسی: The Container Store) شرکت خرده‌فروشی آمریکایی است، که در سال ۱۹۷۸ تأسیس شد.